# Tempo terrestre
Il tempo terrestre (TT), o tempo dinamico terrestre (TDT) come si chiamava fino al 1991, è la scala di tempo moderna, introdotta in luogo del tempo effemeride, nel 1976 dall'Unione Astronomica Internazionale, come coordinate temporale consistente con la relatività generale per un osservatore sulla superficie della Terra.
Per scopi pratici, TT può essere calcolato tramite la formula:
TT = TAI +32,184 s
L'Unione Astronomica Internazionale riconosce che TAI è una scala statistica del tempo che ha cambiato spesso le regole per la sua costruzione durante la sua storia. Per questo motivo, le comunità scientifiche internazionali stanno preparando una nuova scala temporale basata su osservazioni di alcune pulsar. Questa scala dovrebbe servire per calcolare TT ed eventualmente per scoprire irregolarità in TAI.